# Nokia 6230
Das Nokia 6230 ist ein Business- und Multimedia-Mobiltelefon des Herstellers Nokia.
Es kam Mitte 2004 auf den Markt und bekam zahlreiche positive Bewertungen in Fachzeitschriften. Es hatte eine umfangreiche Ausstattung in klassischem Design und war ein Verkaufsschlager. Im zweiten Quartal 2005 erschien der Nachfolger, das Nokia 6230i, das bei nahezu identischem Äußeren einige neue oder verbesserte Funktionen bot.
Die Nachfrage war 2004 größer als die Lieferkapazitäten von Nokia. 2005 war das 6230 das meistverkaufte Mobiltelefon in Europa. 
Laut einer Studie des Marktforschungsunternehmens Telephia nutzten 2005 mehr als ein Viertel (27 %) derjenigen Europäer, die mit einem Mobiltelefon Musik hörten, ein Nokia 6230.
Im Dezember 2005 wurde der Nachfolger des Nokia 6230i, das Nokia 6233 vorgestellt.

## Technik

### Verbesserungen des 6230i
Das Nokia 6230i besitzt im Vergleich zum Vorgänger folgende Zusatzfunktionen:
- Push-to-talk
- Animierte 3D-Menü-Grafiken
- USB-Schnittstelle mit USB-Massenspeicher-Support

Das Display wurde um 3 mm vergrößert und maß 30 × 30 mm. Dabei wurde die Auflösung von 128 × 128 auf 208 × 208 Pixel erhöht.
Die Auflösung der integrierten Kamera wurde von 640 × 480 Pixel (0,3 Megapixel) auf 1280 × 1024 Pixel (1,3 Megapixel) erhöht. Die Fotos der Kamera litten wie die meisten Handykameras dieser Zeit unter der kleinen Optik und damit unter Unschärfe.
Der integrierte Speicher wurde von 8 auf 32 MB erhöht.
Unter den zahlreichen Features des Handys fanden sich auch Dinge, die teilweise als störend empfunden wurden. Besonders am proprietären E-Mail-Programm wurde Kritik geübt, da es eine maximale Dateigröße von 100 kB verschicken konnte. Gelobt wurde das neue 5-Wege-Steuerkreuz, das eine einfachere Navigation durch das Menü ermöglichte. Auf dem Nokia 6230i lief das auf Nokia OS basierende Betriebssystem S40.

### Kritik
Unter diesen vielen Funktionen litt die Laufzeit des Akkus. Viele Kunden berichteten davon, dass sie ihr Nokia-Gerät alle 1–2 Tage aufladen mussten. Bei geringer Nutzung war hingegen die vom Hersteller angegebene Stand-by-Zeit von bis zu 150–300 Stunden im Energiespar-Modus erreichbar.
Aufgrund der höheren Display-Auflösung reagierten außerdem das Menü und die Kamera etwas langsamer (bei Videoaufnahmen deutlich langsamer) als beim Vorgänger. Außerdem kam es bei manchen Kunden vor, dass sich das Handy beim Benutzen des integrierten Musik-Players aufhängte, was nur durch Aus- und Wieder-Einschalten des Gerätes behoben werden konnte.

## Galerie

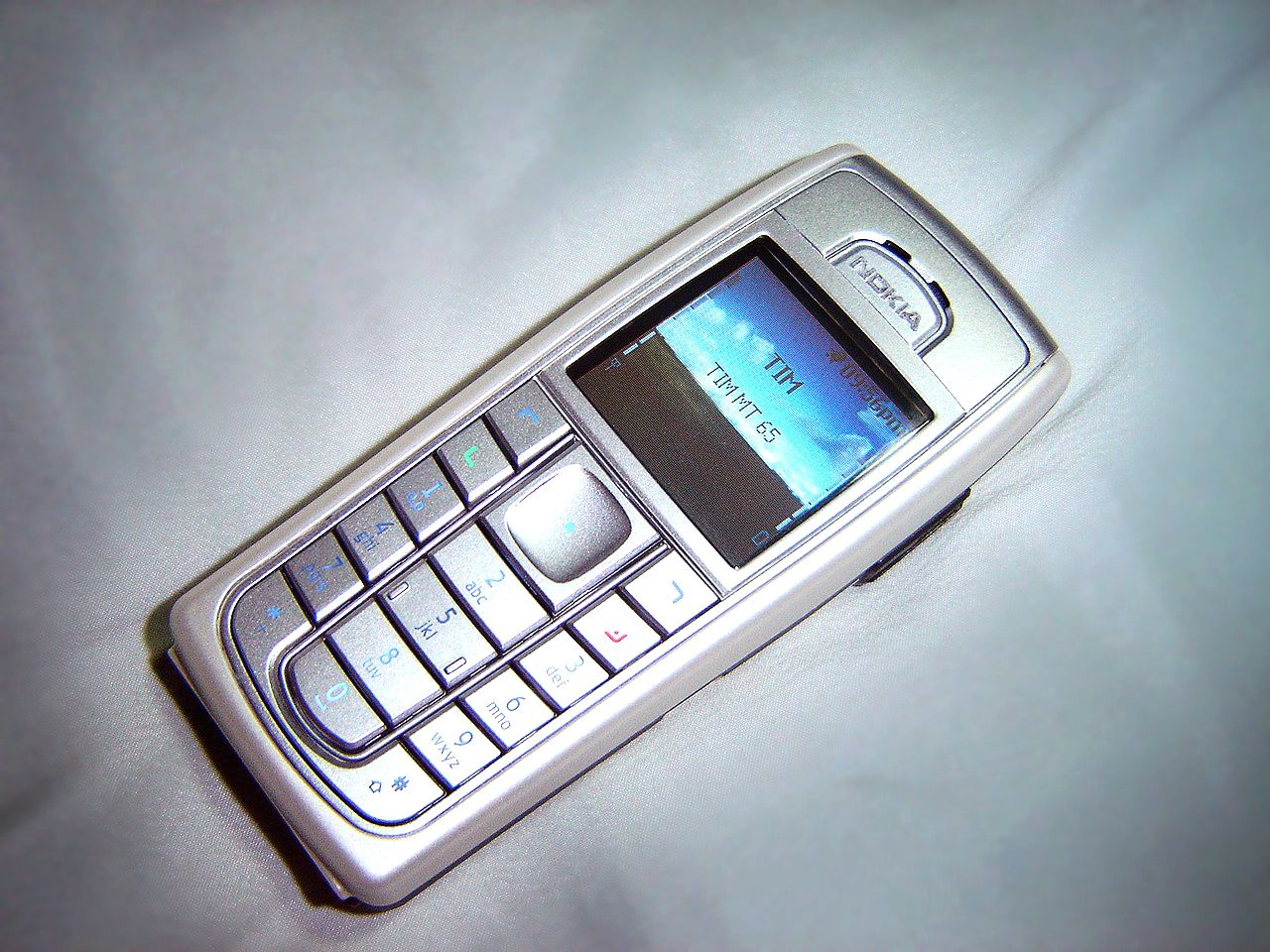
Nokia 6230
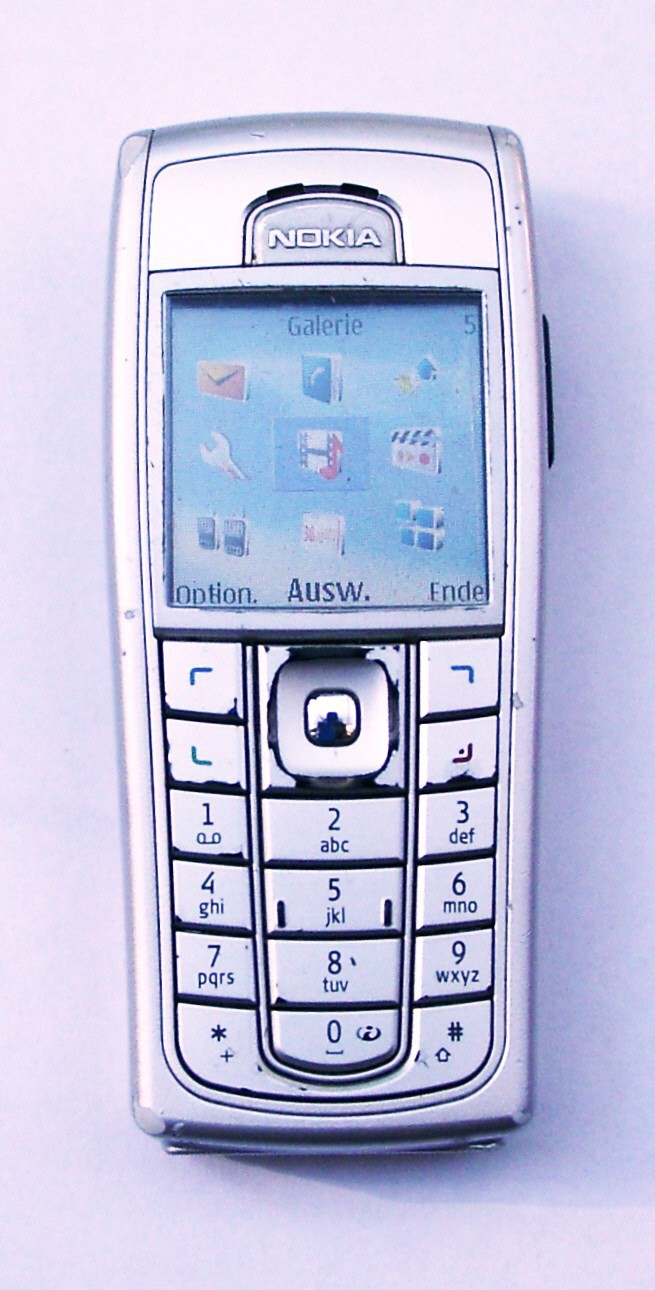
Nokia 6230i
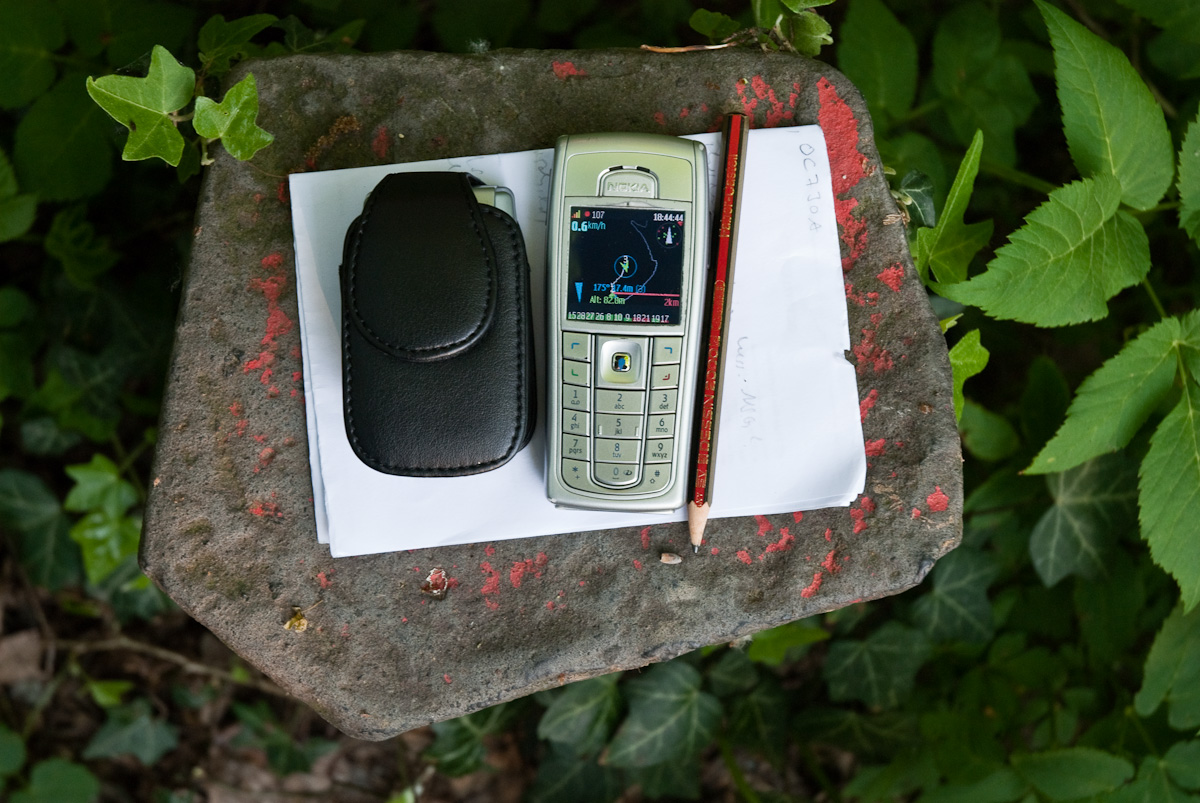
Java-Anwendung auf 6230i